# Autotraduzione
L’autotraduzione è la traduzione di un testo di partenza in un testo di arrivo da parte dell'autore del testo di partenza. L'autotraduzione si riscontra in vari contesti di scrittura ed è particolarmente interessante in quello letterario.
La pratica dell'autotraduzione si è meritata l'attenzione degli studiosi soprattutto dall'inizio del secolo, sulla scia di intense ricerche nel campo della traduzione non autoriale nel ventesimo secolo.
L'autotraduzione è riconosciuta come branca speciale della traduttologia almeno dal 1998, data della pubblicazione della prima edizione della Routledge Encyclopedia of Translation Studies.

## Storia
Nelle società e nelle letterature dell'Occidente la tradizione dei testi bilingue (o anche multilingue) risale almeno al medioevo. I testi autotradotti erano abbastanza frequenti nel mondo multilingue della letteratura medievale e del primo periodo dell'evo moderno, soprattutto come una sorta di ponte tra il latino degli eruditi e le lingue vernacolari parlate nelle varie regioni dell'Europa.
Più tardi, la tradizione dell'autotraduzione sopravvisse nei circoli elitari, con una tendenza a scomparire durante la lunga età del monolinguismo nazionalistico favorito dai nuovi stati-nazione, per poi riguadagnare forza nell'era postcoloniale.

## Tipi di autotraduzione
—L'autotraduzione può derivare da un'attività regolare dell'autore, oppure da un'esperienza del tutto occasionale, dovuta ad una molteplicità di motivi. Quest'ultimo caso è rappresentato, per esempio, da James Joyce, che autotradusse in italiano due passi del suo "Work in Progress" (in seguito intitolato "Finnegans Wake"). Altri casi pertinenti sono le autotraduzioni di Stefan George e Rainer Maria Rilke.—L'autotraduzione può derivare da un procedimento nel quale la lingua madre oppure una lingua acquisita è la lingua di partenza, così che la lingua di arrivo varia di conseguenza. Quest'ultimo caso è rappresentato da alcuni poeti belgi del periodo tra le due Guerre Mondiali (tra questi Roger Avermaete e Camille Melloy) che tradussero i loro testi in fiammingo poco tempo dopo aver completato gli originali nella lingua acquisita, il francese perfettamente padroneggiato.—L'autotraduzione può verificarsi qualche tempo dopo il completamento dell'originale oppure durante il processo di creazione, così che le due versioni si sviluppano quasi simultaneamente, influenzandosi a vicenda. Questi due tipi sono talvolta chiamati autotraduzione consecutiva e autotraduzione simultanea.—L'autotraduzione può coinvolgere anche più di una lingua di arrivo, nativa o acquisita. È questo il caso di scrittori quali Fausto Cercignani, Alejandro Saravia e Luigi Donato Ventura.

## Fattori che favoriscono l'autotraduzione
—Il carattere elitario di una lingua specifica può favorire l'autotraduzione da questa a una lingua locale, per esempio dal latino al vernacolo nel medioevo e nel primo periodo dell'evo moderno.—Il dominio culturale di una lingua specifica in una società multilingue può favorire l'autotraduzione da una lingua minoritaria alla lingua dominante.—Il dominio culturale della lingua nazionale può favorire l'autotraduzione da un dialetto locale.—Il dominio culturale di una lingua specifica nel contesto internazionale può favorire l'autotraduzione da una lingua nazionale a una lingua internazionalmente riconosciuta come l'inglese. Ma l'inglese come lingua di arrivo è più comune nei casi in cui l'autore emigra verso un paese anglofono.—Un bilinguismo perfetto o quasi perfetto può favorire l'autotraduzione in entrambe le direzioni, a prescindere dalle considerazioni suggerite dal mercato.
-- Insoddisfazione rispetto a traduzioni esistenti o sfiducia nei confronti dei traduttori può favorire l'autotraduzione in entrambe le direzioni, a prescindere dalle considerazioni suggerite dal mercato.

## Autotraduzione e traduzione non autoriale
A prescindere dalle qualità intrinseche del testo secondario, l'autotraduzione è spesso considerata preferibile alla traduzione non autoriale. La ragione di ciò è che "lo scrittore-traduttore viene senza dubbio considerato più adatto, rispetto a qualsiasi normale traduttore, a recuperare le intenzioni dell'autore dell'originale". Se non sono basati sulle qualità intrinseche del testo secondario, gli argomenti contro l'autotraduzione possono riflettere specifiche considerazioni di carattere socio-culturale, oppure la volontà di criticare dubbie pratiche editoriali.

## Interpretazione dell'autotraduzione
Con riferimento agli autotraduttori che hanno come lingua di arrivo quella del paese nel quale si sono trasferiti, Elizabeth K. Beaujour sostiene che l'autotraduzione è un “rito di passaggio al quale [si sottopongono] quasi tutti gli scrittori che alla fine lavorano con una lingua diversa da quella con la quale inizialmente si erano definiti tali. L'auto-traduzione è il punto cruciale di un percorso condiviso dalla maggior parte degli scrittori bilingue”.
Di conseguenza, secondo Brian T. Fitch, la distinzione netta tra originale e autotraduzione da parte dell'autore crolla e viene sostituita da una terminologia più flessibile nella quale ci si riferisce a entrambi i testi come “varianti” o “versioni” di uno stesso testo. Sempre secondo Fitch “l'autotraduzione rende l'opera di fatto incompleta. In altre parole l'opera completa consiste nell'insieme dei due scritti accostati”. Fitch sostiene che non è importante la riproduzione di un prodotto, ma piuttosto la ripetizione di un processo.
Anton Popovič invece sostiene che “L'autotraduzione non può essere considerata una variante del prototesto. È considerata traduzione dati i cambiamenti del campo valoriale e stilistico rispetto al prototesto”. In altre parole secondo Popovič non vi è somiglianza assoluta tra il metatesto e il prototesto nonostante l'autore di entrambi sia la stessa persona. L'autotraduzione come conseguenza del bilinguismo dell'autore rappresenta un nuovo canale comunicativo, è l'apertura di un testo chiuso verso un nuovo ricevente e ciò infrange l'irripetibilità, la chiusura, l'unicità, l'individualità della comunicazione linguistica originale. L'apertura della traduzione si esprime anche come cancellazione dei confini fra traduzione e rielaborazione. L'autotraduzione è quindi una traduzione come tutte le altre.